# 紫麻属
紫麻属（学名：Oreocnide）是荨麻科下的一个属，为灌木或亚灌木植物。该属共有20种，分布于斯里兰卡至日本。